# Bekerel
Bekerel je SI izvedena mjerna jedinica za aktivnost radioaktivnoga izvora (radioaktivnost). Aktivnost radioaktivnog uzorka od jednog bekerela odgovara jednom raspadu atomske jezgre u sekundi: 1 Bq = 1 1/s. Nazvan je prema francuskom fizičaru Antoineu Henriu Becquerelu. Kako su aktivnosti atomskih jezgri radioaktivnih uzoraka često vrlo velike, u upotrebi je i veća jedinica: kiri (Ci), 1 Ci iznosi 3,7 • 1010 Bq, koja nije SI mjerna jedinica.
Kako se radioaktivni raspad nuklearnih jezgri mijenja s vremenom, uobičajeno je dati i još neke dodatne podatke o kemijskom elementu, pogotovo ako ima kratko vrijeme poluraspada. Naše tijelo osjeti svakodnevno aktivnost radioaktivnoga izvora i to prije svega kalija-40, oko 4400 bekerela. U SI sustavu poželjnije je koristiti mjernu jedinicu bekerel, nego 1/s, jer to može dovesti do krivih zaključaka, kao na primjer da se radi o mjernoj jedinici Herc (1 Hz = 1 1/s).
Češće korišteni višekratnici su:
- kilobekerel, tisuću bekerela (1 kBq = 1•103 Bq)
- megabekerel, milijun bekerela (1 MBq = 1•106 Bq)
- gigabekerel, milijarda bekerela (1 GBq = 1•109 Bq)
- terabekerel, bilijun bekerela (1 TBq = 1•1012 Bq)

Tako na promjer, prirodni kalij-40 u ljudskom tijelu stvara aktivnost radioaktivnoga izvora od otprilike 4 kBq.

## Proračun aktivnost radioaktivnoga izvora
Za neku masu m (u gramima) radioaktivnog izotopa, koji ima atomsku masu ma (u g/mol) i vrijeme poluraspada t1/2 (u sekundama), količina radioaktivnosti se može izračunati prema:
radioaktivnost (u Bq) = {\displaystyle {\frac {m}{m_{a}}}N_{A}{\frac {\ln(2)}{t_{1/2}}}}
gdje je: NA = 6,022 141 79(30)×1023 mol−1 Avogadrov broj.
Tako na primjer, jedan kilogram kalija sadrži 0,12 grama izotopa kalija-40 (svi ostali izotopi kalija su stabilni), koji ima vrijeme poluraspada of 1,248×109 godina = 39,38388×1015 sekundi i ima atomsku masu 39,96399848 g/mol, tako da računanjem dobijemo da je radioaktivnost 31,825 kBq.